# KANO 1931海の向こうの甲子園
『KANO 1931海の向こうの甲子園』（カノウ いちきゅうさんいち うみのむこうのこうしえん - 原題『KANO』）は、2014年の台湾映画。「かのう」とは、日本統治時代の台湾の嘉義市に実在した、嘉義農林学校を日本語読みした当時の呼び名である。DVDやポスターではKANOのフリガナが「カノウ」ではなく「カノ」となっている。
2014年3月7日、第9回「大阪アジアン映画祭」オープニング作品として台湾以外で初上映され、「観客賞」を受賞した。台湾制作であるが、舞台となった時代背景からセリフの多くは日本語であり、一部に台湾語、客家語、原住民語（アミ語）が使われている。日本では2015年1月24日に公開された。

## あらすじ
1944年（昭和19年）、錠者大尉ら大日本帝国陸軍の将校たちは、南方の戦場へ向かうために台湾の基隆駅から、台湾南部へ向かっていた。錠者は同行者に「嘉義に着いたら起こしてくれ」と言って、しばしの眠りにつく。
1931年（昭和6年）夏、甲子園球場で行われた第17回全国中等学校優勝野球大会の開会式に、錠者は札幌商業のエースとして参加していた。日本本土の学校だけでなく、大連や京城といった外地の学校のプラカードも見える。そこに交通事情から遅れて参加してきたのが、嘉義農林学校野球部の選手たちであった。
物語はさらに1929年に遡る。のんびりしたチームの「嘉農」野球部は連敗続きであったが、新任監督として迎えられた日本人の近藤兵太郎によるスパルタ式訓練により、部員たちの心には徐々に闘争心と甲子園出場への夢が芽生えていった。近藤は日本人のみを贔屓することなく、守備に長けた日本人、打撃に長けた漢人、韋駄天の如く足の速い高砂族の選手たちのバランスの良いチームを作り上げていく。また、かつて近藤が指導し、その指導に萎縮した松山商業と比べ、嘉農の選手たちが伸び伸びとプレーする姿は、近藤自身を成長させ、チームに対する愛情を深めていくのだった。
少年たちは日本語で教育を受け、普段は日本語を話したが、街や仲間内では台湾語を話した。日本の統治下にある街には日本語と漢語があふれ、近代化整備が進みつつあり活気に満ちていた。一方で、農村は治水対策が不十分で、台風のたびに甚大な被害を受けていた。
エースピッチャーの呉明捷（アキラ）は叔父が経営する山陽堂書店の手伝いをしており、店員である阿静に淡い想いを寄せていた。しかし阿静はやがて台中の医師と結婚して嘉義を去る。アキラは爆竹を燃やして彼女を祝福しつつ寂しげに見送るのだった。
全国中等学校優勝野球大会へ向けた台湾大会が始まった。当時、台湾代表として全国中等学校優勝野球大会へ出場できるのは台湾全島で1校だけであったため、甲子園へ行くには台湾大会で優勝する必要があったが、従来は毎回日本人のみで構成された台北一中や台北商業が出場していた。外国人は野球を含めたスポーツが下手だとされており、また外国人が混じっているチームは見下され、応援されなかったのである。こうした事情にもかかわらず、三民族で構成され、しかもこれまで「一度も勝ったことがない」チームであるはずの嘉農の快進撃は止まらず、勢いに乗って全島優勝を果たす。台北から凱旋した選手たちは町中から大歓迎を受けるが、彼らは当時のアジア最大の水利事業であった嘉南大圳完成を知るや、パレードを中断して用水路へ向かった。水が満ちていることに感動していると、視察で用水路を下ってきた大圳建設の指導者・八田與一に会い、優勝を報告するとともに、八田から激励を受ける。
迎えた甲子園大会、嘉農は下馬評では弱すぎて本土のチームには相手にならないのではと危惧されていた。甲子園球場に来た嘉農の選手たちは、「甲子園の土」の質の良さに感動する。初戦の対神奈川商工戦では、3-0の完封に抑え、一躍注目チームとなる。その様子をスタンドから見ていた錠者は、激しく動揺する。マスコミからの取材を受けた嘉農の選手たちには当初「なぜ外国人がいるのか」「野蛮な高砂族に日本語は理解できるのか」等といった差別的な眼差しと質問が向けられるが、日本人メンバーの小里は「自分達はよい友達だ」と返し、近藤も「彼らは民族を問わず同じ球児だ」と反論した。
準々決勝の対札幌商業戦は、19 - 7で圧勝。試合中、札商ピッチャーの錠者は茫然自失となり、自分でも何が起きたのか理解できないうちに自らマウンドを降りてしまう。
再び、1944年。錠者大尉は、嘉義駅での大砲の積載に時間がかかることを確認すると、嘉農の練習場へ向かった。あの時の彼らの強さの原点は、何だったのか。街には第二次世界大戦中の大日本帝国領として戦意を高揚させる垂れ幕があふれていたが、かつてのような活気はなかった。錠者は、荒れ果てた練習場のピッチャーマウンドに立つ。
甲子園大会準決勝の対小倉工業戦も、嘉農は10-2で圧勝。魂のこもった姿勢と素晴らしい強さは本土の野球ファンをも魅了し、応援するファンも増え決勝戦では超満員の観衆が甲子園に詰め掛ける。決勝の相手は名門中の名門、中京商業。地元の嘉義では市民たちがラジオ中継に熱中し狂喜乱舞しており、阿静も出産したばかりの子供と共に嘉農を応援する。日本だけでなく台湾でも大勢のファンが固唾を呑んで見守る中、試合が始まる。しかし、アキラの指は限界を迎えていた。試合中に出血したアキラを近藤は降板させようとし、チームメイトの間でも激しい意見が交わされる。結果、アキラは続投することになるが、フォアボールを連発し、押し出しで得点が入ってしまう。そこに守備の選手たちが「俺たちが守るから敵に打たせろ」と叫び、ベンチの選手たちはアキラの応援歌を絶唱する。結局、彼らは中京商の吉田正男に完封に抑えられ、優勝はできなかった。しかし、嘉農の最後まで諦めない奮闘ぶりは日台それぞれの人々に強い印象を残し、スタンドにいた錠者は健闘を称えて「天下の嘉農」と絶叫する。その声はどんどん大きくなり、やがて観客席全体から響き渡るのだった。その中には、当初は嘉農の選手達に差別的な言葉を投げつけた新聞記者の姿もあった。負けても泣くな、勝っても泣くなと指導されてきた選手たちは、「僕たちはいつ泣いたら良いんですか？」と言い、ついに号泣する。
選手たちは準優勝盾と甲子園の土を手に、船で台湾への帰路についた。船上ではしゃぎながら野球をする選手たちの前に、やがて懐かしい台湾の地が近づいて来る。
エンドロールでは、近藤や選手たちのその後が紹介される。ある者は日本の野球界で活躍し、ある者は台湾で野球の普及に貢献した。そして、ある者は第二次世界大戦（太平洋戦争）で戦死したのだった。

## 製作
嘉義農林の卒業生が古い資料や関係者への取材をもとに、甲子園に出場した野球部の話を一冊の本にまとめて母校に寄贈していたことをプロデューサー・魏徳聖が『セデック・バレ』製作中に知り、野球経験のある俳優・馬志翔を監督に映画化を決定。選手役には演技経験より野球経験を重視し、約5000人の中から身長が高く、5年以上の野球経験がある者が選ばれた。選ばれた者は学校を休学し演技や言語などの訓練を受けた。甲子園球場のグラウンドを等倍で作り、黒土の再現はタイヤを細かくしたものを敷き詰めて再現した。

## 主要な登場人物

### 嘉義農林学校（嘉農）野球部
近藤兵太郎（こんどう ひょうたろう）
演 - 永瀬正敏
嘉農野球部新任監督の内地人。愛媛県立松山商業学校を初の全国出場へと導いたのち、台湾へ赴き会計士となった。松山時代のいきさつから、嘉農野球部の監督就任依頼を受けても渋っていたが、練習風景を偶然見たのを機に、監督に就任する。
甲子園初出場で準優勝した後も嘉農で野球指導を続け、甲子園には春1回、夏4回出場した。戦後、故郷の愛媛県松山市へ引き揚げた後も新田高等学校や愛媛大学で野球部監督を務めた。
濱田次箕（はまだ つぎみ）
演 - 吉岡そんれい
嘉農の農業教師で、野球部部長を務める。近藤に監督就任を粘り強く依頼する。教職の傍らバナナやパパイヤの品種改良に取り組んでおり、パパイヤの実になぞらえて呉と平野にかけた励ましの言葉が、甲子園に出場した彼らの心の支えとなる。
呉明捷（ご めいしょう）
演 - 曹佑寧
1911年 - 1983年。野球部主将（投手）。4番バッター。本島人（客家）。あだ名は名前の一文字「明」を日本人風にした「アキラ」。近藤によって投手に抜擢され、全島大会1回戦では完全試合、甲子園では全試合完投（2回戦の対神奈川商工戦では完封）した。甲子園ではその圧倒的な投球から「麒麟児」と呼ばれた。
卒業後は早稲田大学に進学し、台湾籍のまま日本で暮らした。実の息子と孫が本作に端役で出演している（息子が嘉義市長役、孫が台北商業の投手役）。
東和一（あずま かずいち）
演 - 謝竣晟
1906年 - 1980年。捕手・5番。本島人アミ族（本名：ラワイ、漢名：藍徳和）。試合中はどのような場面でも常に冷静にサインを出すことから「神捕」と呼ばれた。甲子園決勝戦で、指を負傷しても完投を望む呉明捷を「わがままだ」と批判するが、彼の強い決意を知ってチーム一丸となってサポートする。
卒業後は故郷の台東で教師となり、野球チームを結成してその指導にもあたった。弟の東公文（藍徳明）も嘉農野球部で活躍し、1935年と1936年の甲子園大会（いずれも夏）に投手として出場した。息子は元台湾プロ野球の藍文成。
小里初雄（こざと はつお）
演 - 大倉裕真
1914年 - 1988年。ファースト・7番。大阪出身の内地人で「鉄壁のトライアングル」の一人。父親は嘉南大圳建設に従事する技師。父親の怪我が原因で野球部を一時離れたが、後に復帰する。甲子園決勝戦で指を負傷した呉明捷に、自分たちで守り抜くので直球を投げて打たせるよう勧める。
卒業後は台湾総督府専売局に勤務し、戦後は日本へ帰国して専売公社に勤務した。
川原信男（かわはら のぶお）
演 - 飯田のえる
1917年 - 1945年。セカンド・8番。内地人。チームメンバーでは最年少。守備に優れた「鉄壁のトライアングル」の一人であり、数多くのファインプレーを見せた。球縫いが得意という一面も持っている。
1933年の甲子園大会にも捕手として出場し、卒業後は嘉義農林署に勤務したが、のちに太平洋戦争に召集され、南洋で戦死した。
真山卯一（まやま ういち）
演 - 謝竣倢
1908年 - 2003年。サード・6番。本島アミ族（本名：マヤウ、漢名：拓弘山）。俊足を誇り、台湾全島大会決勝戦で台湾野球史上初の本盗を成功させ、盗塁王となった。
戦後は教師となり、チームメイトだった上松耕一が校長を務める台東農業学校などで教鞭をとり、「アジアの鉄人」と呼ばれた陸上の五輪メダリスト楊伝廣を育てたことでも知られる。退職後は亡くなるまでエホバの証人の宣教活動に従事した。
上松耕一（あげまつ こういち）
演 - 鐘硯誠
1905年 - 1958年。ショート・3番。本島プユマ族（本名：アジワツ、漢名：陳耕元）。甲子園史上最年長選手（当時26歳）。試合中、川原とともに歌をよく歌っている。
卒業後、横浜商業専門学校に進学し、台湾に帰国した後は嘉農の教員となり、野球部コーチになった。戦後は故郷の台東で農業学校の校長となり、同校野球部の監督も務めたが、1958年に交通事故のため死去した。息子は元台東県知事の陳建年で、孫娘は現立法委員の陳瑩。
平野保郎（ひらの やすろう）
演 - 張弘邑
1908年 - 1982年。レフト・1番。本島アミ族（本名：ポロ、漢名：羅保農）。陸上部のマラソン選手だったが、足の速さを見込まれて野球部に抜擢される。選球眼に優れ、打率.530という強打者であり、甲子園準々決勝（対札幌商）では嘉農出場史上唯一となるホームランを打った（台湾代表チームとしても最後のホームランとなる）。また、俊足を活かして盗塁も数多く成功させる。
呉明捷の卒業後は投手となり、川原とバッテリーを組んで1933年の甲子園大会にも出場した。卒業後は故郷の台東で農業試験場に勤務し、台湾東部での野球の普及活動にも尽力した。
蘇正生（そ しょうせい）
演 - 陳勁宏
1912年 - 2008年。センター・2番。本島人。テニス部員だったが、野球部の流れ弾をラケットで打ち返したことから、近藤に乞われて野球部へ転部する。当時世界最大と言われた甲子園球場で、打球を最も遠い外野レフトスタンドの壁に当てた初のアジア人選手となった。
卒業後は横浜専門学校(現：神奈川大学)、嘉義実業団野球部で活躍。その後もコーチや審判を務めて台湾の野球発展に貢献し、「台湾野球界の国宝」とも呼ばれた。部員の中では最も長命で、本作で描かれたエピソードは脚本執筆時に存命だった蘇からの聞き取りによるものも多い。
福島又男（ふくしま またお）
演 - 山室光太朗
1912年 - ？。ライト・9番。内地人。「鉄壁のトライアングル」の一人。ライトに飛んだ打球は福島を越えることはできないと言われるほどの守備能力の持ち主。決勝戦で対戦相手の中京商業に押され気味の中、ヒットを放って反撃に転ずる機会を作った。
1933年の甲子園大会にもレフトとして出場し、卒業後は台南州庁に勤務して課長まで昇進したが、太平洋戦争で召集され、南洋で戦死した。
劉蒼麟（りゅう そうりん）
演 - 陳永欣
1913年 - 2001年。控え投手。テニス部から転部してきた本島人（漢人）。甲子園では呉明捷が完投したため登坂機会はなく、記録員や伝令として活躍する。
翌年にはレギュラーとなり出場した。卒業後は台中の郵便局に勤務し、勤務先の野球部で活躍した他、戦後は嘉農野球部の監督も務めた。劉の息子たちも投手になり、台湾野球界で活躍した。
崎山敏雄（さきやま としお）
演 - 周竣豪
補欠選手。内地人。
1933年の甲子園大会には外野手として出場した。
大江光夫（おおえ みつお）
演 - 鄭秉宏
前捕手。内地人。呉明捷の自転車によく乗せてもらっている。近藤監督の就任後、部員を鼓舞しながら奮闘するが、1勝もできないまま、甲子園出場を前に卒業した。（架空人物）
斉藤公好（さいとう きみよし）
演 - 蔡佑梵
前投手。内地人。部員では唯一眼鏡をかけている。甲子園出場を前に卒業した。（架空人物）
呉波（ご は）
演 - 魏祈安
1916年 - 1987年。嘉農野球部に憧れ、練習場に出入りしている少年。本島人（漢人）。小里の弟分的存在でよく行動を共にしており、近藤に懇願して練習の手伝いをするようになった。
後に入部して投手・外野手となり、甲子園大会にも出場した。卒業後は呉昌征と改名、日本でプロ野球選手となり、戦前は東京巨人軍で2年連続首位打者に輝き、「人間機関車」と呼ばれた。のち阪神軍に移籍、戦後は野手だけでなく投手としても活躍し、ノーヒットノーランも達成。台湾出身選手としては初の殿堂入りも果たした名選手となる。

### 嘉義の人々
八田與一（はった よいち）
演 - 大沢たかお（特別出演）
嘉南大圳建設に取り組む日本の水利技術者。農村で出会った嘉農野球部員たちを激励する。
近藤カナヱ
演 - 坂井真紀
近藤兵太郎の妻。食事が配給のみで空腹の部員たちにうどんを用意するなど、甲子園を目指す夫を支える。
英子
演 - 許亜琦
近藤の長女。
和子（かずこ）
演 - 于卉喬
近藤の次女。
阿静（しずか）
演 - 葉星辰
嘉義市内の「山陽堂書店」で働く呉明捷の幼なじみの少女。呉から密かに思いを寄せられていたが、台中の医師（演 - 黄騰浩）と結婚する。
蔡招招（さい しょうしょう）
演 - 孫睿
全島大会優勝パレードを見に来ていた嘉義女子中学校の女学生。
史実では、後に上松耕一の妻となる。
蔡招招の乳母
演 - 林湏安
日高岩男（ひだか いわお）
演 - 荒幡大樹
嘉義中学校野球部主将（投手）。弱小チームだった嘉農を見下しており、嘉農部員たちと度々対立する。2回にも渡って彼らを圧倒し勝利していたが、嘉農の急成長ぶりを受け入れ、徐々に彼らを認める様になる。卒業後の大江や斉藤たちと友好的な関係となり、彼らとともに甲子園に出場した嘉農を応援している。
嘉義中学校野球部員
演 - 呉明鴻
嘉義中学校野球部員（ファースト）。映画館で嘉農部員に後ろから押されたことに腹を立て、平野保郎を殴ったことから両校部員の大喧嘩に発展する。
嘉義中学校野球部監督
演 - 蔡士偉
嘉義中学校野球監督。当初は嘉農を見下していたが、嘉農の甲子園出場の際には甲子園出場を見送った。
蘇正生の祖母
演 - 王満嬌
蘇正生の野球部への転部にあたり、怪我を心配して吉凶を占う。
蘇正生の母
演 - 陳英芳
蘇正生の野球部転部を知り、動揺する祖母をなだめる。
嘉義の農民たち
演 - 游安順、張富貴、陳竹昇、張馥桂
楊（よう）
演 - 林志儒
嘉義市内で「山陽堂書店」を営む呉明捷の叔父。嘉農の試合時には店の前にラジオを置いて皆で聞けるようにしたり、垂れ幕を作成するなど応援する。
小里初雄の父
演 - 中村篤史
八田與一のもと、嘉南大圳建設現場で働く技師。事故で足を負傷し、一家で大阪へ戻ることを決意するが、近藤の説得で台湾に留まり、嘉農を応援する。
小里初雄の母
演 - 西田恵里奈
八田與一の助手
演 - 徐灝翔
銭湯の客
演 - 中山迅、謝東億
銭湯で出会った嘉農部員たちに、一勝どころか塁に出たこともないことを責め、「何て情けない奴らだ」と嘆く。
市民代表
演 - 渋谷天馬
宴席で野球部への支援を訴える近藤に対し、「三族混成チームなど勝てるはずがない」と言い放つ。台湾全島大会で優勝した嘉農が凱旋してきたときは手の平を返して市長たちとともに歓迎していたが、近藤に鋭い目で一瞥され、身をすくめた。
嘉義市長
演 - 堀川盛邦
全島大会で優勝して嘉義に凱旋した近藤や部員たちを嘉義駅で出迎え、祝福する。演じているのは呉明捷の実の息子である。
島内庸明（しまうち）
演 - 冷泉公裕
嘉農校長。野球部のことを気にかけてはいるが、近藤からの部費増額の依頼については台風被害等を理由に断る。甲子園に出場した嘉農の活躍を濱田や楊、市民たちとラジオ中継で聞いており、試合の進行に一喜一憂している。
教師
演 - 葛西健二
嘉農教師。授業で嘉南大圳建設の意義について説明する。

### 野球関係の人物
佐藤（さとう）
演 - 伊川東吾
愛媛県立松山商業学校野球部監督。近藤の恩師であり、折に触れ様々なアドバイスを行う。しかし、近藤のエスカレートしていく指導に激昂し、遂には辞表を出した彼に激怒する。（架空人物）
錠者博美（じょうしゃ ひろみ）
演 - 青木健
札幌商業学校野球部主将（投手）。甲子園準々決勝で対戦した嘉農に強い感銘を受ける。1944年、陸軍大尉としてフィリピンへ出征の際、台湾に立ち寄り、嘉農の練習場を訪れる。
小池（こいけ）
演 - 小市慢太郎
甲子園大会を取材する記者。当初はインタビューで嘉農の原住民部員に対して「野蛮な高砂族に日本語が分かるのか」などと差別的な発言をしていたが、その後の活躍を見て考えを改め嘉農びいきになり、『天下の嘉農』と題した記事を発表し活躍を称えた。
アナウンサー
演 - 斉藤一美（文化放送アナウンサー）
台湾全島大会で実況を担当するアナウンサー。
アナウンサー
演 - 石塚義高
甲子園大会で実況を担当するアナウンサー。
解説者
演 - 水上善雄
甲子園決勝戦での実況解説者。
池内（いけうち）
演 - ちょーすけ
台湾商工会代表。甲子園に出場した嘉農部員や近藤を招いた晩餐会で乾杯の音頭を取る。
札幌商監督
演 - 滝裕二郎
札幌商業学校野球部監督。甲子園で嘉農の試合を見て怖気づいた錠者に、一人で脅えず同じチームの仲間を信じるよう諭す。
友廣（ともひろ）
演 - 高橋晃太。
台北商業学校野球部投手。全島大会決勝戦で嘉農と対戦する。
森田（もりた）
演 - 潘彦廷（潘傑楷）
台南州立台南第一中学校野球部投手。台湾南部きっての名投手として知られた。全島大会で嘉農と対戦する。この役を演じた潘傑楷は当初、主要人物に配役される予定であったが、撮影期間が長期に渡り学業や部活動に支障が出る事から依頼を断り一部の出演になった。その後に統一ライオンズに入団、2024 WBSCプレミア12の台湾代表の優勝メンバーの１人になっている。
神奈川商工投手
演 - 劉俊廷
神奈川県立商工実習学校野球部投手。甲子園初戦で嘉農と対戦する。
吉田正男（よしだ まさお）
演 - 張鎧嚴
中京商業学校野球部投手。甲子園大会決勝戦で嘉農と対戦する。
夏の大会で史上初、そして唯一の3連覇を達成した伝説の大投手であり、甲子園大会での戦績は23勝3敗。
桜井寅二（さくらい とらじ）
演 - 陳重羽
中京商業学校野球部捕手。甲子園大会決勝戦で嘉農と対戦する。投手の吉田とは黄金のバッテリーと呼ばれる。
中京商監督
演 - 北岡龍貴
中京商業学校野球部監督。

### 1944年の人々
美輪軍医（みわ）
演 - 蔭山征彦
フィリピンへ出征する錠者たちを、基隆港で見送る。
伊達（だて）
演 - 荒木貴裕
渡邊（わたなべ）
演 - 関戸将志
中尉
演 - 游智翔
錠者とともに出征する部下の兵士。

## 主題歌
台湾映画版：風になって〜勇者的浪漫〜
作曲 - Rake / 作詞 - Rake、嚴云農（中国語）
歌 - Rake、中孝介、范逸臣、舒米恩（中国語）、羅美玲（中国語）
tvk「高校野球ニュース2015」（第97回全国高等学校野球選手権神奈川大会）テーマソングとしても採用。
勇者的浪漫
作曲：Rake、作詞：嚴云農、歌： 羅美玲、馬志翔、魏徳聖、ft. KANOキャスト（謝竣倢、謝竣晟、鐘硯誠、張弘邑、陳勁宏、周竣豪、孫睿、葉星辰）、嚴云農
勇者的浪漫
作曲：Rake、作詞：嚴云農、歌：盧廣仲 ft. KANOキャスト、羅美玲
香港映画版：勇者的浪漫 (粵語)
作詞 - 香港版訳詞 - 林若寧 / 香港版編曲 - 舒文
歌 - 陳柏宇(粵語)、VnP

## 史実との差異
- 劇中、上松耕一は甲子園決勝戦の9回で三振に倒れるが、史実では上松の打席は8回が最後（一邪飛）であった（最後のバッターも呉明捷ではなく、福島又男である）。このため、映画完成後に上松の子息である陳冠年から抗議を受けた[36]。
- 映画は札幌商業学校野球部投手だった錠者博美が出征途中に台湾に立ち寄る場面から始まるが、実際には錠者は中国大陸に出征し、戦後はソ連によりシベリアに抑留され、イルクーツク近郊のマリタ収容所で亡くなっている[37]。ただし、劇中で錠者が発する「嘉義に着いたら起こしてくれ」という台詞は、実際日本兵の間でよく語られた言葉と言われ、敗戦色が濃厚となった太平洋戦争末期、「どんな状況下でも決して諦めない嘉義農林の球児たちを育んだ土地を見たい」と思う日本兵が多かったという[38]。

## 関連行事
2015年1月17日から3月1日まで野球殿堂博物館で当時の写真や道具の特別展示が行われた。
2015年8月11日、埼玉西武ライオンズは本作とのタイアップイベントを西武プリンスドームで開催した。「KANOデー」と銘打たれたイベントには、作品の中でエースピッチャーの呉明捷を演じた曹佑寧も登場した。
2016年8月1日から8月3日まで中京大学と国立嘉義大学 硬式野球部同士の国際親善試合が行われた。

## 受賞
- 第7回TAMA映画賞 最優秀男優賞（永瀬正敏、『あん』と合わせて）[44]
- 第9回大阪アジアン映画祭 観客賞

## 関連商品
- 『KANO 1931 海の向こうの甲子園』 - コミカライズ（漫画化作品）・日本語版（2014年12月15日発売・翔泳社、ISBN 978-4-7981-3844-2）
  - 台湾で全3巻で出版されたコミカライズを日本語版で完全収録。日本独自のものを加えた『KANO』をより理解するための記事等も同時収録。
- 『KANO -カノ- 1931 海の向こうの甲子園』 - ノベライズ（2015年1月14日発売・河出書房新社、ISBN 978-4-309-92044-3）
- 『KANO 1931 海の向こうの甲子園』Blu-ray（2015年8月5日発売・アニプレックス、規格品番：ANSX-50081）
- 『KANO 1931 海の向こうの甲子園』DVD（2015年8月5日発売・アニプレックス、規格品番：ANSB-50081）
- 『KANO』オリジナル・サウンドトラック（2015年1月21日発売・ソニー・ミュージックレーベルズ、規格品番：ESCP-6）